# Chickenfoot/Diskografie
Diese Diskografie ist eine Übersicht über die musikalischen Werke der US-amerikanischen Rockband Chickenfoot. Ihre erfolgreichste Veröffentlichung ist das Debütalbum Chickenfoot mit über 540.000 verkauften Einheiten.

## Alben

### Studioalben
| Jahr | Titel           | Höchstplatzierung, Gesamtwochen, AuszeichnungChartplatzierungen (Jahr, Titel, Platzierungen, Wochen, Auszeichnungen, Anmerkungen) | Höchstplatzierung, Gesamtwochen, AuszeichnungChartplatzierungen (Jahr, Titel, Platzierungen, Wochen, Auszeichnungen, Anmerkungen) | Höchstplatzierung, Gesamtwochen, AuszeichnungChartplatzierungen (Jahr, Titel, Platzierungen, Wochen, Auszeichnungen, Anmerkungen) | Höchstplatzierung, Gesamtwochen, AuszeichnungChartplatzierungen (Jahr, Titel, Platzierungen, Wochen, Auszeichnungen, Anmerkungen) | Höchstplatzierung, Gesamtwochen, AuszeichnungChartplatzierungen (Jahr, Titel, Platzierungen, Wochen, Auszeichnungen, Anmerkungen) | Anmerkungen                              |
| Jahr | Titel           | DE | AT | CH | UK | US | Anmerkungen                              |
| ---- | --------------- | --- | --- | --- | --- | --- | ---------------------------------------- |
| 2009 | Chickenfoot     | DE17 (6 Wo.)DE | AT36 (4 Wo.)AT | CH11 (9 Wo.)CH | UK23 (2 Wo.)UK | US4 Gold · (34 Wo.)US | Erstveröffentlichung: 27. Oktober 2009   |
| 2011 | Chickenfoot III | DE13 (4 Wo.)DE | AT11 (2 Wo.)AT | CH12 (5 Wo.)CH | — | US9 (6 Wo.)US | Erstveröffentlichung: 23. September 2011 |
| 2012 | LV              | — | — | — | — | — | Erstveröffentlichung: 7. Dezember 2012   |
| 2017 | Best + Live     | — | — | — | — | US186 (1 Wo.)US | Erstveröffentlichung: 10. März 2017      |

## Singles
- 2009: Oh Yeah
- 2009: Soap on a Rope
- 2009: Sexy Little Thing
- 2010: Get It Up
- 2010: My Kinda Girl
- 2011: Big Foot
- 2011: Three and a Half Letters
- 2012: Different Devil
- 2013: Something Going Wrong

## Videoalben
| Jahr | Titel                 | Höchstplatzierung, Gesamtwochen, AuszeichnungChartplatzierungen (Jahr, Titel, Platzierungen, Wochen, Auszeichnungen, Anmerkungen) | Höchstplatzierung, Gesamtwochen, AuszeichnungChartplatzierungen (Jahr, Titel, Platzierungen, Wochen, Auszeichnungen, Anmerkungen) | Höchstplatzierung, Gesamtwochen, AuszeichnungChartplatzierungen (Jahr, Titel, Platzierungen, Wochen, Auszeichnungen, Anmerkungen) | Höchstplatzierung, Gesamtwochen, AuszeichnungChartplatzierungen (Jahr, Titel, Platzierungen, Wochen, Auszeichnungen, Anmerkungen) | Höchstplatzierung, Gesamtwochen, AuszeichnungChartplatzierungen (Jahr, Titel, Platzierungen, Wochen, Auszeichnungen, Anmerkungen) | Anmerkungen                          |
| Jahr | Titel                 | DE | AT | CH | UK | US | Anmerkungen                          |
| ---- | --------------------- | --- | --- | --- | --- | --- | ------------------------------------ |
| 2010 | Get Your Buzz On Live | DE99 a (1 Wo.)DE | — | CH8 (3 Wo.)CH | — | — | Erstveröffentlichung: 20. April 2010 |

## Musikvideos
- 2009: Oh Yeah, Soap on a Rope, Sexy Little Thing
- 2010: Get It Up, My Kind of Girl
- 2011: Big Foot
- 2012: Three and a Half Letters

## Boxsets
- 2012: I+III+LV

## Statistik

### Chartauswertung
|                     | DE    | AT    | CH    | UK    | US    |
| ------------------- | ----- | ----- | ----- | ----- | ----- |
| Nummer-eins-Alben   | DE—DE | AT—AT | CH—CH | UK—UK | US—US |
| Top-10-Alben        | DE—DE | AT—AT | CH—CH | UK—UK | US2US |
| Alben in den Charts | DE3DE | AT2AT | CH2CH | UK1UK | US3US |

|                          | DE    | AT    | CH    | UK    | US    |
| ------------------------ | ----- | ----- | ----- | ----- | ----- |
| Nummer-eins-Videoalben   | DE—DE | AT—AT | CH—CH | UK—UK | US—US |
| Top-10-Videoalben        | DE—DE | AT—AT | CH1CH | UK—UK | US—US |
| Videoalben in den Charts | DE—DE | AT—AT | CH1CH | UK—UK | US—US |

### Auszeichnungen für Musikverkäufe
| Goldene Schallplatte - Kanada - 2009: für das Album Chickenfoot |

Anmerkung: Auszeichnungen in Ländern aus den Charttabellen bzw. Chartboxen sind in ebendiesen zu finden.
| Land/RegionAuszeichnungen für Musikverkäufe (Land/Region, Auszeichnungen, Verkäufe, Quellen) | Gold     | Platin | Verkäufe | Quellen         |
| -------------------------------------------------------------------------------------------- | -------- | ------ | -------- | --------------- |
| Kanada (MC)                                                                                  | Gold1    | —      | 40.000   | musiccanada.com |
| Vereinigte Staaten (RIAA)                                                                    | Gold1    | —      | 500.000  | riaa.com        |
| Insgesamt                                                                                    | 2× Gold2 | —      |          |                 |